# Calligrapha sigmoidea
Calligrapha sigmoidea är en skalbaggsart som först beskrevs av J. L. Leconte 1859.  Calligrapha sigmoidea ingår i släktet Calligrapha och familjen bladbaggar. Inga underarter finns listade i Catalogue of Life.